# حيدر علي (ملاكم)
حيدر علي (بالإنجليزية: Haider Ali) (مواليد 12 نوفمبر 1979) هو ملاكم من المملكة المتحدة، مثّل بلاده في الألعاب الأولمبية الصيفية 2000.

## روابط خارجية
حيدر علي على موقع بوكس ريك (الإنجليزية) (registration required)
- حيدر علي على موقع أوليمبيديا (الإنجليزية)